# Jerome Whitehead
Jerome Clay Whitehead (Waukegan, Illinois, 30 de septiembre de 1956-El Cajón, California, 20 de diciembre de 2012) fue un jugador de baloncesto estadounidense que jugó once temporadas en la NBA. Con 2,08 metros de estatura, lo hacía en la posición de ala-pívot.

## Trayectoria deportiva

### Universidad
Tras pasar un año en el Comunnity College de Riverside, jugó durante tres temporadas con los Golden Eagles de la Universidad Marquette, en las que promedió 11,1 puntos y 7,7 rebotes por partido. En 1977 fue el autor de la canasta decisiva en la semifinal del Torneo de la NCAA que les dio el pase a la final, tras recibir un balón de costa a costa y anotar con fortuna su lanzamiento ante UNC-Charlotte. 48 horas después se impondrían a North Carolina en la final, logrando el que hasta ahora es el único campeonato de la universidad. Fue incluido en el mejor quinteto del torneo.

### Profesional
Fue elegido en la cuadragésimo primera posición del Draft de la NBA de 1978 por San Diego Clippers, pero fue el jugador menos utilizado por su entrenador, Gene Shue, a lo largo de toda la temporada: menos de 5 minutos en cada uno de los 31 partidos en los que fue alineado, promediando 1,2 puntos y 1,6 rebotes.
Poco después del comienzo de la temporada 1979-80 fue despedido, fichndo a los pocos días como Agente libre por Utah Jazz. En el equipo mormón tuvo algún minuto más de juego, pero siguió siendo un hombre de banquillo. Promedió 2,1 puntos y 3,0 rebotes por partido.
Al inicio de la temporada siguiente se celebró un draft de expansión por la llegada de los Dallas Mavericks a la liga. Whitehead no fue protegido por los Jazz, siendo elegido por el conjunto tejano, donde tuvo el honor, junto a Abdul Jeelani, Winford Boynes, Tom LaGarde y Geoff Huston de formar parte del primer quinteto inicial de la historia de los Mavs. Dos meses después lo traspasarían junto a Richard Washington a los Cleveland Cavaliers a cambio de Bill Robinzine y dos futuras primeras rondas del draft, donde sólo jugó 3 partidos antes de ser nuevamente despedido.
Tras dos meses sin equipo regresa a los Clippers, convirtiéndose en la temporada 1981-82 en titular, jugando su mejor año como profesional, promediando 13,8 puntos y 9,2 rebotes por partido. La llegada de Terry Cummings al equipo le quita minutos de juego, y al término de la temporada 1983-84 es traspasado a Golden State Warriors a cambio de los derechos sobre Jay Murphy. Allí recupera la titularidad, promediando en su primera temporada 13,0 puntos y 7,9 rebotes por partido.
Jugó tres temporadas más con los Warriors, ya como suplente, hasta que comenzada la temporada 1988-89 es traspasado a San Antonio Spurs a cambio de Shelton Jones, donde completaría su última temporada como profesional, promediando 3,2 puntos y 2,5 rebotes por partido.

## Estadísticas de su carrera en la NBA

### Temporada regular
| Temporada | Edad | Equipo                | Liga | P   | TIT | MIN  | TC  | TCA  | %TC  | 3P  | 3PA | %3P  | TL  | TLA | %TL  | R.OF. | R.DEF. | REB | ASIS | ROB | TAP | PER | FP  | PTS  |
| 1978-79   | 22   | San Diego Clippers    | NBA  | 31  |     | 4.9  | 0.5 | 1.1  | .441 |     |     |      | 0.3 | 0.6 | .444 | 0.5   | 1.1    | 1.6 | 0.2  | 0.1 | 0.1 | 0.4 | 0.9 | 1.2  |
| 1979-80   | 23   | TOTAL                 | NBA  | 50  |     | 11.1 | 1.2 | 2.3  | .509 | 0.0 | 0.0 |      | 0.2 | 0.7 | .286 | 1.1   | 2.2    | 3.3 | 0.5  | 0.2 | 0.3 | 0.7 | 1.9 | 2.5  |
| 1979-80   | 23   | San Diego Clippers    | NBA  | 18  |     | 12.5 | 1.5 | 2.5  | .600 | 0.0 | 0.0 |      | 0.3 | 1.0 | .278 | 1.6   | 2.3    | 3.9 | 0.3  | 0.1 | 0.3 | 0.4 | 1.8 | 3.3  |
| 1979-80   | 23   | Utah Jazz             | NBA  | 32  |     | 10.3 | 1.0 | 2.2  | .449 | 0.0 | 0.0 |      | 0.2 | 0.5 | .294 | 0.8   | 2.2    | 3.0 | 0.6  | 0.2 | 0.3 | 0.9 | 2.0 | 2.1  |
| 1980-81   | 24   | TOTAL                 | NBA  | 48  |     | 14.3 | 1.7 | 3.8  | .461 | 0.0 | 0.0 | .000 | 0.6 | 1.2 | .500 | 1.2   | 3.3    | 4.5 | 0.5  | 0.4 | 0.2 | 1.2 | 2.5 | 4.0  |
| 1980-81   | 24   | Dallas Mavericks      | NBA  | 7   |     | 16.9 | 2.3 | 5.4  | .421 | 0.0 | 0.0 |      | 0.7 | 1.6 | .455 | 1.1   | 2.9    | 4.0 | 0.3  | 0.6 | 0.1 | 1.6 | 2.3 | 5.3  |
| 1980-81   | 24   | Cleveland Cavaliers   | NBA  | 3   |     | 2.7  | 0.3 | 1.0  | .333 | 0.0 | 0.0 |      | 0.0 | 0.0 |      | 0.7   | 0.3    | 1.0 | 0.0  | 0.3 | 0.0 | 0.0 | 2.0 | 0.7  |
| 1980-81   | 24   | San Diego Clippers    | NBA  | 38  |     | 14.8 | 1.7 | 3.7  | .475 | 0.0 | 0.0 | .000 | 0.6 | 1.2 | .511 | 1.3   | 3.6    | 4.8 | 0.6  | 0.4 | 0.2 | 1.2 | 2.6 | 4.1  |
| 1981-82   | 25   | San Diego Clippers    | NBA  | 72  | 63  | 30.8 | 5.6 | 10.1 | .559 | 0.0 | 0.0 |      | 2.6 | 3.3 | .763 | 3.2   | 6.0    | 9.2 | 1.4  | 0.7 | 0.6 | 2.0 | 4.0 | 13.8 |
| 1982-83   | 26   | San Diego Clippers    | NBA  | 46  | 23  | 19.7 | 3.6 | 6.7  | .536 | 0.0 | 0.0 |      | 1.6 | 1.9 | .828 | 2.3   | 3.4    | 5.7 | 0.9  | 0.5 | 0.3 | 1.4 | 3.0 | 8.7  |
| 1983-84   | 27   | San Diego Clippers    | NBA  | 70  | 1   | 13.2 | 2.1 | 4.2  | .490 | 0.0 | 0.0 |      | 1.3 | 1.5 | .822 | 1.3   | 2.2    | 3.5 | 0.3  | 0.2 | 0.2 | 0.8 | 2.3 | 5.4  |
| 1984-85   | 28   | Golden State Warriors | NBA  | 79  | 78  | 32.1 | 5.3 | 10.4 | .510 | 0.0 | 0.0 |      | 2.3 | 3.0 | .783 | 2.8   | 5.1    | 7.9 | 0.7  | 0.6 | 0.5 | 1.8 | 4.1 | 13.0 |
| 1985-86   | 29   | Golden State Warriors | NBA  | 81  | 3   | 13.3 | 1.6 | 3.6  | .429 | 0.0 | 0.0 |      | 0.7 | 1.2 | .619 | 1.2   | 2.9    | 4.0 | 0.2  | 0.2 | 0.2 | 0.8 | 2.2 | 3.9  |
| 1986-87   | 30   | Golden State Warriors | NBA  | 73  | 1   | 12.8 | 2.0 | 4.5  | .450 | 0.0 | 0.0 | .000 | 1.1 | 1.5 | .699 | 1.5   | 2.1    | 3.6 | 0.3  | 0.2 | 0.2 | 0.7 | 2.4 | 5.1  |
| 1987-88   | 31   | Golden State Warriors | NBA  | 72  | 27  | 17.0 | 2.4 | 5.0  | .483 | 0.0 | 0.0 |      | 0.8 | 1.1 | .720 | 1.5   | 2.9    | 4.5 | 0.5  | 0.4 | 0.3 | 0.7 | 2.9 | 5.7  |
| 1988-89   | 32   | TOTAL                 | NBA  | 57  | 4   | 10.9 | 1.3 | 3.2  | .396 | 0.0 | 0.0 |      | 0.5 | 0.8 | .660 | 0.9   | 1.5    | 2.4 | 0.3  | 0.4 | 0.1 | 0.4 | 2.0 | 3.1  |
| 1988-89   | 32   | Golden State Warriors | NBA  | 5   | 0   | 8.4  | 0.6 | 1.2  | .500 | 0.0 | 0.0 |      | 0.2 | 0.4 | .500 | 0.0   | 1.0    | 1.0 | 0.4  | 0.2 | 0.0 | 0.4 | 1.6 | 1.4  |
| 1988-89   | 32   | San Antonio Spurs     | NBA  | 52  | 4   | 11.2 | 1.3 | 3.4  | .392 | 0.0 | 0.0 |      | 0.6 | 0.9 | .667 | 0.9   | 1.5    | 2.5 | 0.3  | 0.4 | 0.1 | 0.4 | 2.1 | 3.2  |
| Total     |      |                       | NBA  | 679 | 200 | 17.4 | 2.7 | 5.4  | .497 | 0.0 | 0.0 | .000 | 1.2 | 1.6 | .718 | 1.7   | 3.1    | 4.8 | 0.6  | 0.4 | 0.3 | 1.0 | 2.7 | 6.5  |

### Playoffs
| Temporada | Edad | Equipo                | Liga | P  | MIN | TCA | TC | 3PA | 3P | TLA | TL | R.OF. | REB | ASIS | ROB | TAP | PER | FP | PTS | %TC  | %3P | %FT  | MIN  | PTS | REB | AST |
| 1986-87   | 30   | Golden State Warriors | NBA  | 10 | 100 | 9   | 27 | 0   | 0  | 4   | 10 | 5     | 14  | 3    | 2   | 2   | 1   | 22 | 22  | .333 |     | .400 | 10.0 | 2.2 | 1.4 | 0.3 |
| Total     |      |                       | NBA  | 10 | 100 | 9   | 27 | 0   | 0  | 4   | 10 | 5     | 14  | 3    | 2   | 2   | 1   | 22 | 22  | .333 |     | .400 | 10.0 | 2.2 | 1.4 | 0.3 |